# Freezing Moon/Carnage
Freezing Moon/Carnage è il primo singolo pubblicato dal gruppo musicale black metal norvegese Mayhem, pubblicato nel 1996 in memoria del cantante Per "Dead" Yngve Ohlin (suicidatosi nel 1991) e del chitarrista Oystein "Euronymous" Aarseth (assassinato nel 1993).

## Descrizione
Il testo delle due canzoni fu scritto da Dead quando ancora militava nella band Morbid e tratta dell'esperienza percettiva di una persona morta. La musica è opera di Euronymous e Hellhammer
Freezing Moon, diventata con il passare degli anni uno dei classici dei Mayhem, fu presentata in pubblico per la prima volta a Sarpsborg, Norvegia nel febbraio del 1990; e successivamente venne inclusa nell'album De Mysteriis Dom Sathanas uscito nel 1994, dopo le morti di Dead ed Euronymous. Altre versioni dal vivo del pezzo con alla voce Dead, sono presenti nell'album postumo Live in Leipzig del 1993, e in altri bootleg di esibizioni del 1990-91, poi pubblicati anche in versione ufficiale molti anni dopo.
L'8 aprile 1991 Dead si suicidò e il bassista Necrobutcher se ne andò dal gruppo a causa di dissidi con Euronymous. Dopo aver reclutato per qualche periodo Occultus como sostituto di entrambi (in veste di cantante e bassista), Euronymous contattò il cantante ungherese Attila Csihar, il chitarrista Snorre V. Ruch e il bassista Varg Vikernes. Riformata un'altra volta la band, cominciarono le sessioni di registrazione dell'album di debutto del gruppo (anche se Ruch, alla fine, non vi suonò), De Mysteriis Dom Sathanas, usando i testi scritti da Dead. L'omicidio di Euronymous per mano di Vikernes provocò lo scioglimento momentaneo dei Mayhem e il posticipo della lavorazione del disco che dovrà aspettare fino al maggio 1994 per vedere la pubblicazione.
Dalla ricostituzione della band nel 1995, Freezing Moon è diventata presenza fissa in ogni concerto dei Mayhem ed è stata inclusa in molte uscite successive tra le quali Out from the Dark, Mediolanum Capta Est, Live in Marseille e European Legions.

## Tracce
1. Freezing Moon – 6:16
2. Carnage – 3:47

## Formazione
- Dead (Per Yngve Ohlin) - voce
- Euronymous (Øystein Aarseth) - chitarra
- Necrobutcher (Jørn Stubberud) - basso
- Hellhammer (Jan Axel Blomberg) - batteria